# Estación de Gadea
Gadea fue una estación de ferrocarril situada en el municipio español de Villarrasa, en la provincia de Huelva. Perteneciente al ferrocarril de Riotinto, las instalaciones llegaron a ejercer funciones de apartadero para permitir el cruce de los trenes que procedían de Minas de Riotinto y Huelva.

## Situación ferroviaria
La estación estaba situada en el punto kilométrico 38,065 del ferrocarril de Riotinto, a 138 metros de altitud sobre el nivel del mar.

## Historia
El ferrocarril minero de Riotinto fue abierto al tráfico en 1875. Las instalaciones de Gadea, que estaban ubicadas a mitad de trayecto, fueron utilizadas como apartadero para los trenes que se cruzaban en sentido inverso. Además del propio edificio de la estación también había un conjunto de viviendas en los alrededores. Durante algunos años funcionó un sistema, introducido en 1895, según el cual en la estación de Gadea se intercambiaban las locomotoras de los trenes que realizaban el trayecto de Riotinto a Huelva —y viceversa—. El ferrocarril minero fue clausurado en 1984, aunque para entonces las instalaciones de Gadea hacía años que ya se encontraban inactivas. 
En la actualidad el antiguo complejo se encuentra abandonado y parcialmente desaparecido.